# Élections générales sud-africaines de 1984
Les élections générales sud-africaines du 22 et du 28 août 1984 sont des élections législatives complémentaires aux élections générales sud-africaines de 1981. Elles  ont lieu dans le contexte de l'entrée en vigueur de la nouvelle constitution sud-africaine introduisant le tricaméralisme dans les institutions parlementaires du pays. 
Organisées dans le cadre des lois de l'apartheid et de la séparation entre les groupes raciaux, ces élections visent à élire les membres des deux nouvelles chambres du parlement : la chambre des délégués (électorat indien) et la chambre des représentants (électorat coloured). 
La chambre de l'assemblée (élue en 1981 par les blancs sud-africains) n'est pas concernée par ces élections et ses membres automatiquement reconduits pour 5 ans en vertu de la nouvelle constitution.

## Institutions
Inspiré du modèle consociationnel, la constitution sud-africaine de 1983, entrée en vigueur le 3 septembre 1984, établit un régime présidentiel basé sur un parlement tricaméral. Cette constitution fut proposée en 1983 par référendum aux électeurs blancs sud-africains afin de libéraliser le régime institutionnel de l'apartheid. Approuvée par 65 % des électeurs, elle établit trois chambres parlementaires distinctes, élus par les trois groupes raciaux minoritaires du pays, les blancs, les indiens et les métis en proportion de leur population. Les noirs n'ont droit à aucune représentation nationale. Ceux résidant dans les zones urbaines se voient cependant octroyés de nouveau la citoyenneté sud-africaine et obtiennent le droit d'élire leurs propres conseillers municipaux.
Dans ce nouveau parlement, au côté des 178 députés blancs, viennent siéger 80 députés coloureds (chambre des représentants) et 40 députés indiens (chambre des délégués), élus pour chacun d'eux par les électeurs de leur propre communauté. Dans chacune de ces deux nouvelles chambres, le Président de la République désigne 5 représentants.
Chacune de ces trois chambres est appelée à légiférer à la seule intention du groupe racial dont il est l'émanation mais pour les questions d'intérêt national, les décisions sont prises en commun et à la majorité. En pratique, la domination du Parti national sur les 178 députés blancs lui permet toujours d'avoir le dernier mot.
Le président de la république est pour sa part élu par 88 grands électeurs dont 50 désignés dans le seul parlement blanc, 25 dans la chambre des métis et 13 chez les délégués indiens. Le poste de premier ministre est supprimé. 

## Résultats
Ces élections, condamnées par le Conseil de sécurité des Nations unies dans sa résolution no 554 (1984), sont marquées une vigoureuse campagne d’opposition menée par le front démocratique uni (organisation regroupant 700 mouvements anti-apartheid et porte-voix implicite du Congrès national africain) et par un appel réussi au boycott.
Organisées le 22 et le 28 aout 1984, elles connaissent une faible participation électorale (de l'ordre de 30%). 
Le parti travailliste, dirigé par le révérend Allan Hendrickse, remporte 76 des 80 sièges élus de la Chambre des représentants (coloureds). Le People's Congress Party obtient deux sièges. Le parti de la liberté et les indépendants obtiennent 1 siège chacun. Hendrickse entre alors au cabinet du gouvernement de Pieter Willem Botha où il est chargé des affaires coloureds. 
À la chambre des délégués, le Parti national du peuple (National People’s Party) remporte pour sa part 18 sièges contre 17 à Solidarity (SOL), 1 siège au parti progressiste indépendant et quatre sièges à des candidats indépendants. Amichand Rajbansi devient président de la chambre et membre du cabinet sud-africain dans le gouvernement PW Botha.